# Камберленд (залив)
Ка́мберленд (англ. Cumberland Sound) — залив Атлантического океана у юго-восточного побережья острова Баффинова Земля.
Залив вдаётся в сушу на 259 км. Ширина его составляет около 74 км, глубина у входа — 360—550 м. Берега высокие, преимущественно скалистые. С конца сентября по июнь покрыт льдом. Приливы полусуточные, в полнолуние и новолуние величина прилива достигает 7 м.